# Насау (Германия)
Вижте пояснителната страница за други значения на Насау.
Насау (на немски: Nassau) е град в Рейнланд-Пфалц, Германия, с 4570 жители (31 декември 2014). Градът се намира на река Лан.
Насау е споменат за пръв път през 915 г. като имението „Villa Nassova“, принадлежащо на епископа на Вормс. Около 1100 г. графовете на замък Лауренбург построяват замък Насау, на който се наричат от 1160 г. Така замъкът става резиденцията на графския род от Дом Насау, който и днес управлява в Люксембург и в Нидерландия. На 26 юли 1348 г. Насау получава от император Карл IV права на град.
- Замък Насау
- Кметството на Насау (2012)